# Liste der Stolpersteine in Rodenberg
In der Liste der Stolpersteine in Rodenberg werden die Gedenksteine aufgeführt, die im Rahmen des Projektes Stolpersteine des Künstlers Gunter Demnig in Rodenberg verlegt worden sind.

## Verlegte Stolpersteine
| Adresse                     | Name              | Inschrift | Verlegedatum  | Bild                                                     | Anmerkung                                                      |
| --------------------------- | ----------------- | --- | ------------- | -------------------------------------------------------- | -------------------------------------------------------------- |
| Echternstraße 19 (Standort) | Paul Jost         | Hier wohnte Paul Jost Jg. 1892 im Widerstand/SPD denunziert verhaftet 1943 ‘Feindsender abgehört’ Zuchthaus Hameln tot 28.04.1945 | 5. Dez. 2012  | Stolperstein Rodenberg Echternstraße 19 Paul Jost        |                                                                |
| Lange Straße 23 (Standort)  | Oskar Windmüller  | Hier wohnte Oskar Windmüller Jg. 1922 deportiert 1943 ermordet in Auschwitz                                                       | 23. Juli 2014 | Stolperstein Rodenberg Lange Straße 23 Oskar Windmüller  | geboren am 29. März 1922 in Rodenberg                          |
| Lange Straße 23 (Standort)  | Gustav Windmüller | Hier wohnte Gustav Windmüller Jg. 1885 deportiert 1943 ermordet in Auschwitz                                                      | 23. Juli 2014 | Stolperstein Rodenberg Lange Straße 23 Gustav Windmüller | geboren am 29. Oktober 1885 in Rodenberg                       |
| Lange Straße 23 (Standort)  | Else Windmüller   | Hier wohnte Else Windmüller Jg. 1890 deportiert 1943 ermordet in Auschwitz                                                        | 23. Juli 2014 | Stolperstein Rodenberg Lange Straße 23 Else Windmüller   | geborene Fischbach geboren am 26. Oktober 1890 in Meinerzhagen |